# دنیل پیریچ
دنیل پیریچ (بوسنیایی: Denijal Pirić؛ زادهٔ ۲۷ سپتامبر ۱۹۴۶) بازیکن سابق یوگسلاو و مربی فوتبال اهل بوسنی و هرزگوین است.
از باشگاه‌هایی که در آن بازی کرده‌است می‌توان به باشگاه فوتبال دینامو زاگرب و باشگاه فوتبال سارایوو اشاره کرد.
وی همچنین در تیم ملی فوتبال یوگسلاوی بازی کرده‌است.